# راندي إيفانز
راندي إيفانز (بالإنجليزية: Randy Evans) هو محامي أمريكي، ولد في 24 سبتمبر 1958 في دبلن في جمهورية أيرلندا.